# San Juan del Río Coco

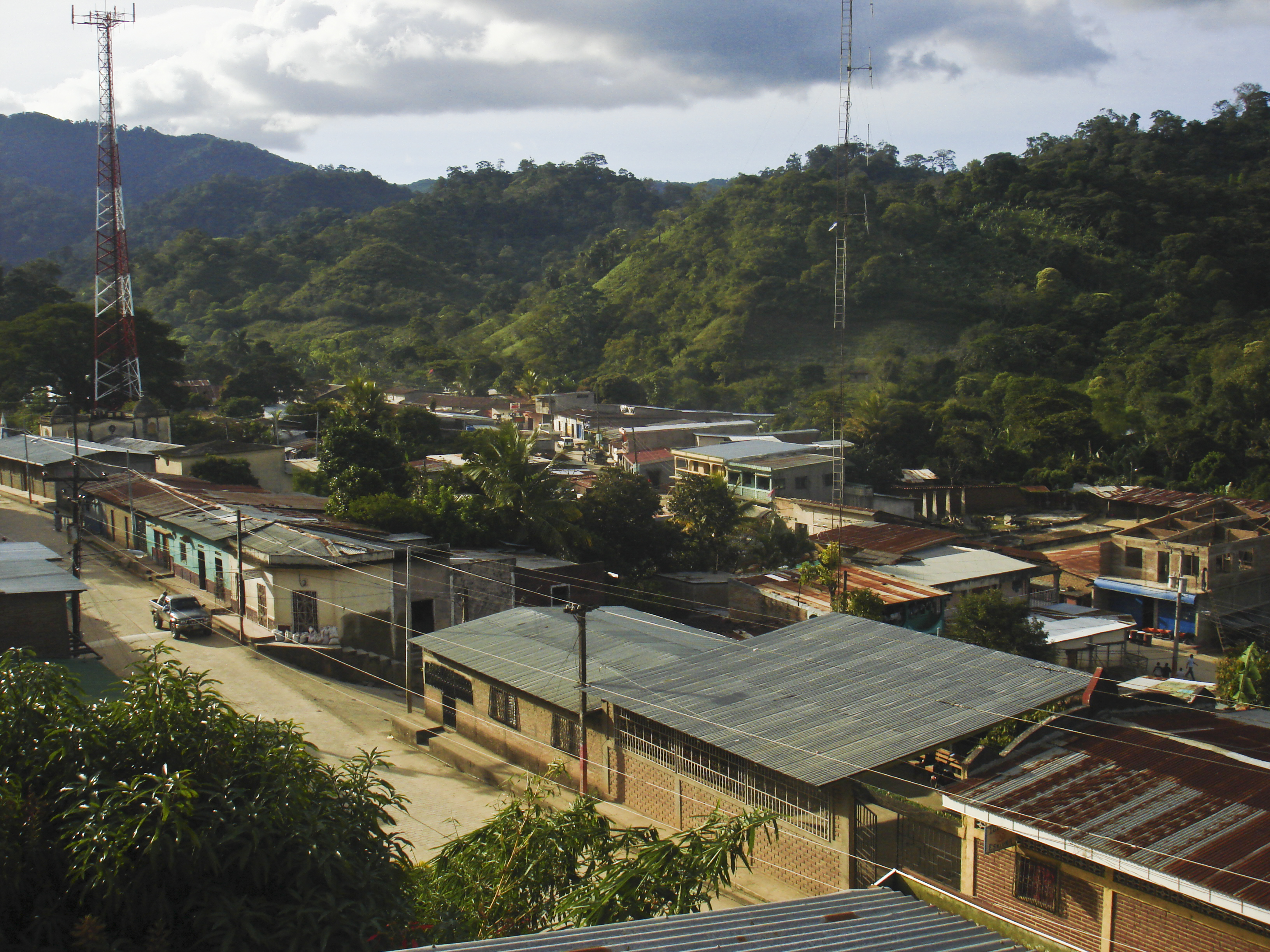
San Juan del Rio Coco

San Juan del Río Coco è un comune del Nicaragua facente parte del dipartimento di Madriz.